# Darßer Schwelle
Darßer Schwelle este o arie protejată (arie specială de conservare — SAC, sit de importanță comunitară — SCI) din Germania întinsă pe o suprafață de 38.416 ha, integral pe uscat.

## Localizare
Centrul sitului Darßer Schwelle este situat la coordonatele 54°28′37″N 12°24′16″E / 54.4769°N 12.4044°E.

## Înființare
Situl Darßer Schwelle a fost declarat sit de importanță comunitară în martie 2008 pentru a proteja 3 specii de animale. Situl a fost protejat și ca arie specială de conservare în august 2016.

## Biodiversitate
Situată în ecoregiunea continentală, aria protejată conține 2 habitate naturale: Bancuri de nisip acoperite în permanență slab de apă marină, Recifuri.
La baza desemnării sitului se află mai multe specii protejate de  mamifere (3): Halichoerus grypus, focă obișnuită (Phoca vitulina), marsuin (Phocoena phocoena)